# 八月のシンデレラナイン
『八月のシンデレラナイン』（はちがつのシンデレラナイン）は、アカツキゲームス（開発・運営）とKADOKAWA（プロモーション協力）によるスマートフォン用ゲームアプリ。略称は「ハチナイ」。
2024年12月17日をもってサービスを終了。同日のメンテナンス終了後よりオフライン版へと移行された。
2025年3月17日17時00分をもってストアでの配信を終了。配信終了までにアプリをインストールしていた場合は、配信終了後も起動して遊ぶことが可能。

## 概要
アカツキゲームスとKADOKAWAの協業によるスマートデバイス向け野球ゲーム。コンセプトは「青春×女子高生×高校野球」。
元々アカツキゲームスは2011年10月から「シンデレラナイン」(2020年11月末をもってサービス終了)を、2013年7月から「シンデレライレブン」(2020年12月にサービス終了）という野球・サッカーゲーム（アカツキは「シンデレラシリーズ」と呼んでいる）をMobage上で運営しており、本作はその続編にあたる。本作では過去の登場キャラの姉妹にあたる人物もおり、世界観を共有している。
ストーリーの詳細は後述するが「将来を期待されながらも半ばで夢破れた2人の少年少女、【あなた】と【有原翼】が1から女子野球部を立ち上げ、不可能といわれる女子初の甲子園出場を目指す」というもので、高校野球を舞台としたものとなっている。

## 沿革
- 2016年
  - 7月1日 - 「八月のシンデレラナイン」発表。2016年夏の公開を予定し、ティザーサイト公開。
  - 8月1日 - 事前登録開始。アニメーションPV公開。公式ポータルサイト開設。Lobiにて公式コミュニティ開設。
  - 8月9日 - スピンオフ4コマ漫画「ハチナイ外伝 戦力外！カタトちゃん」、WEB小説「小説版 八月のシンデレラナイン〜before summer〜」の連載を開始。
  - 9月28日 - 配信の延期を発表[10]。
- 2017年
  - 4月26日 - 6月末に配信予定であることを発表[11]。
  - 6月15日 - 事前登録者が25万人を突破。最終的に約29万4000人となる[12]。
  - 6月27日 - iOS/Androidで配信開始[3]。
  - 6月28日 - App Store無料ランキング1位を達成[13]。
  - 6月29日 - 30万ダウンロードを突破[14]。
  - 7月11日 - 50万ダウンロードを突破[15]。
  - 8月1日 - 初の大型アップデート「八夏祭」を開始。
  - 9月1日 - 89万ダウンロードを突破[16]。
  - 9月29日 - 大型アップデートにより「信頼度」「デレスト高速化」などが実装。
  - 9月30日 - 初の公式イベント「ファン感謝祭」がアカツキ本社にて開催。
  - 10月12日 - 大型キャンペーン「プロ野球応援！スポーツの秋 満喫キャンペーン」が開始[17]。
  - 11月2日 - 100万ダウンロードを突破[18]。
  - 12月25日 - 大型キャンペーン「ゆく年くる年大感謝キャンペーン」が開始[19]。
  - 12月27日 - 初の楽曲リリース。Digital Single『イマとミライ』を配信[20]。
  - 12月29日 - コミックマーケットC93に出店[21]。
- 2018年
  - 1月20日 - 公式イベント「ファン感謝デー 2018新春」がアカツキ本社にて開催[22]。
  - 2月1日 - 大型アップデートにより動作が大幅に軽量化、「勝ち抜きマッチ」などが実装。
  - 2月8日 - 大型キャンペーン「甘〜い幸せ！バレンタインキャンペーン」が開始[23]。
  - 3月9日 - 大型アップデートにより「試合画面」が一新された。
  - 3月15日 - LINEスタンプ「ハチナイ オリジナルスタンプ Vol.1」が発売開始。
  - 3月16日 - 大型キャンペーン「球春到来 本気の春、はじまりのサイレン」が開始[24]。
  - 4月5日 - バーチャルYouTuber・キズナアイとのコラボレーションイベントを開始[25]。
  - 4月28日 - 初のライトノベル「八月のシンデレラナイン～北風に揺れる向日葵～」が発売。
  - 5月8日 - 倉敷舞子の声を担当していた声優が遠藤ゆりかから佐伯伊織に変更となる[26]。
  - 5月26日 - 公式イベント「ファン感謝デー 2018春」がアカツキ本社にて開催[27]。
  - 6月27日 - 一周年を迎え、大型キャンペーン「監督ありがとう！ハチナイ1周年キャンペーン」が開始[28]。
  - 7月19日 - 大型アップデートにより「姉妹校・練習参加機能」が実装。
  - 7月30日 - 公式生放送「ハチ生-5回表-」にてアニメ化が発表された[29]。
  - 8月1日 - 大型イベント「八夏祭 2018」を開催[30]。
  - 8月4日 - 「ハチナイCafe in原宿」が原宿AREA-Qにて12日までの期間限定で開店[31]。
  - 8月9日 - 大型アップデートを実施しバージョン2.0.0を公開。「戦術機能」を実装。
  - 8月10日 - コミックマーケットC94に出展[32]。
  - 8月19日 - 初のライブイベント「ハチサマ 〜Hachinai Summer LIVE2018〜」が開催[33]。
  - 9月10日 - プロ野球パ・リーグコラボが初開催。コラボ仕様のイベント、選手が登場[34]。
  - 11月8日 - 配信開始から500日を迎える[35]。
  - 11月15日 - ライバル高校、小河原高校の鬼塚桐がボイス付きで登場[36]。
  - 12月19日 - PC版 八月のシンデレラナインがDMM GAMESにて配信開始[1]。
- 2019年
  - 4月1日 - 田中将大がゲーム内のイベントに登場[37]。
  - 5月1日 - 新入生として新キャラクター5人が追加[38][注 2] 。
  - 6月27日 - リリースから2周年を迎え2周年を記念したイベントが行われた[39]。
  - 6月29日 - ライトノベル第２弾となる八月のシンデレラナイン 潮騒の導く航路が発売。
  - 7月8日 -ライトノベル、八月のシンデレラナイン 潮騒の導く航路からの新キャラクター、潮見凪沙がライバル高校、向月高校の選手としてゲームにボイス付きで登場[40][41]。
  - 8月9日 - 田中将大プロデュースの新キャラクター、アメリア・サンダースが新たに登場[42]。
  - 10月25日 - 2018年に続き2年連続となるパ・リーグコラボが行われ、ゲーム内でコラボイベントやコラボ仕様の選手が登場した[43]。
- 2020年
  - 3月1日 - 球詠とのコラボイベントが行われた[44][注 3]。
  - 3月22日 - 配信開始から1000日を迎える[46]。
  - 3月23日 - ライバル高校、明條学園の大咲みよがボイス付きで登場[47]。
  - 4月10日 -『第一回全国大会』が開催[48]。
  - 6月27日 - リリースから3周年を迎え、3周年を記念してのキャンペーンが行われた[49]。
  - 7月29日 - ライトノベル第3弾となる八月のシンデレラナイン 夏蔦に還す約束が発売。
  - 8月9日 - ライバル高校、界皇高校の草刈レナがボイス付きで登場[50]。
  - 8月20日 - ライバル高校、帝陽学園の乾ケイがボイス付きで登場[51]。
  - 8月20日 - アーケード音楽ゲーム、チュウニズムとのコラボが行われる。コラボはチュウニズム内にて行われ、本作品の楽曲がプレイできたほか、チュウニズム内で使用可能なコラボ仕様の称号、ネームプレートも入手できた[52]。
  - 9月17日 - 3年連続となるプロ野球パ・リーグコラボが行われた。ゲーム内でのイベントに加え10月6日、千葉ロッテマリーンズとタイアップして行われたハチナイターがZOZOマリンスタジアムにて開催された[53]。
  - 11月19日 - 試合スキップ機能が実装[54]。
- 2021年
  - 2月18日 - ライバル高校、さきがけ女子高校の芹澤結がボイス付きで登場[55]。
  - 3月12日 - ライバル高校、小河原高校の樫野亜沙がボイス、立ち絵付きで登場[56]。
  - 3月12日 - ゲーム内のイベント『球春祭』の開催を記念し、映像コンテンツ『ガチナイ』が公式YouTubeにて公開[57]。
  - 4月1日 - 元プロ野球選手の桑田真澄がゲーム内のイベントに登場。同日、オリジナルTVドラマの放送決定も発表された[58]。
  - 4月25日 -涼宮ハルヒの憂鬱とのコラボ決定が発表[59]。
  - 4月26日 -NPB・横浜DeNAベイスターズとのコラボ決定が発表。2020年に続きハチナイターの開催も発表され、セ・リーグ球団とは初のコラボとなった[60]。
  - 5月14日 - ライバル高校、界皇高校の鎌部千秋がボイス、立ち絵付きで登場[61]。
  - 7月20日 - イベント「あの人からの挑戦状！？VSドリームナイン」が開催。桑田真澄、稲村亜美、柳沢慎吾の3人が参加し、イベントシナリオにも登場した[62][63][64]。
  - 8月4日 - 配信開始から1500日を迎える[65]。
  - 8月19日 - 週刊少年チャンピオン38号から『八月のシンデレラナインS』（作画: 星野倖一郎）が連載開始した[66]。
  - 8月20日 - ライバル高校、界皇高校の大和田沙智、相良吉乃がボイス付きで登場[67]。
  - 9月1日 -NPB・阪神タイガースとのコラボが開催。コラボイベントやコラボ仕様の選手が登場したほか、9月8日には阪神甲子園球場にてハチナイターが開催された[68][69]。
  - 9月8日 - 八月は夜のバッティングセンターで。から夏葉舞がゲームに登場[70]。
  - 9月23日 - ライバル高校、向月高校の風祭せりながボイス付きで登場[71]。
  - 10月14日 - シンデレラナインから有原ゆいが登場[72]。
- 2022年
  - 3月30日 - ライトノベル第4弾となる八月のシンデレラナイン 白夜に揺蕩う追憶が発売[73]。
  - 4月1日 - なかやまきんに君がゲーム内のイベントに登場。同日限定でなかやまきんに君による「スマホ首改善体操」が公開された[74]。
  - 4月1日 - ダンベル何キロ持てる?とのコラボが開催[75]。
  - 5月1日 - 涼宮ハルヒの憂鬱コラボ第2弾が開催[76][77]。
  - 6月25日 - 八月のシンデレラナイン公式Discordにて「第0回ハチナイオンラインファン感謝デー」が開催[78]。
  - 6月27日 - 配信開始から5周年を迎える。
  - 9月1日 - NPB・東京ヤクルトスワローズとのコラボが開催。コラボイベント、コラボ仕様の選手に加え、9月3日には明治神宮野球場にてハチナイターが開催された[79][80]。
  - 12月17日 - 配信開始から2000日を迎える[81]。
- 2023年
  - 4月1日 - 野郎ラーメンとのコラボイベントが開催。ゲーム内でコラボストーリーが展開された他、実際にコラボメニューも販売された[82]。
  - 5月1日 - 涼宮ハルヒの憂鬱コラボ第3弾が開催[83]。
  - 6月27日 - 配信開始から6周年を迎える[84]。
  - 9月8日 - NPB・読売ジャイアンツとのコラボが開催。コラボイベント、コラボ仕様の選手が登場したほか、同日8日には東京ドームにてハチナイターが開催された[85][86][87]。
- 2024年
  - 4月1日 - 限定イベント、「八月のモブデレラナイン」が1日限定で開催。限定選手、野球女子高校生が実装された[88]。
  - 4月30日 - 配信開始から2500日を迎える[89]。
  - 5月1日 - NPB・中日ドラゴンズとのコラボが開催。コラボイベント、コラボ仕様の選手が登場。同日1日にはバンテリンドームナゴヤにてハチナイターが開催された[90][91][92]。
  - 6月27日 - 配信開始から7周年を迎える[93]。
  - 9月17日 - サービスの縮小を発表。ストーリーの更新頻度は月1回となり、ゲーム内通貨「ナインスター」の購入は制限された[94]。
  - 10月17日 - サービスを終了を発表。同時にオフライン版（Version 8.9.0）を提供する予定である事も発表された[95]。
  - 12月17日 - メインストーリー最終回の更新およびオンラインサービスの終了、同日よりオフライン版を配信開始[7]。
  - 12月18日 - 不具合を修正したVersion 8.9.1を配信[96]。
- 2025年
  - 3月17日 - ストアなどでのアプリ配信を終了[7]。

## ゲーム内容
プレイヤーは主人公の分身となり女子野球部の監督としてゲームを進めていく。

### 試合

#### メインマッチ
主に試合をこなしながらストーリーを読み進める。試合に勝利する事でストーリーが解放され、ストーリーを読む事ができる。

#### 勝ち抜きマッチ
2018年2月から2022年1月まで開かれていた対人機能。他のプレイヤーと試合を行い、試合に勝利するとゲーム内のアイテムと交換できる「勝ち抜きメダル」が入手できた。全6戦で、途中で敗北するか引き分けでその時点で終了となる。回数は毎日リセットされ1日経つと再び挑戦ができた。

#### リーグマッチ
2022年1月実装。勝ち抜きマッチに変わる新たな対人機能として実装。プレイヤーは始めに最高クラスの「プラチナ」を目指し、ストーリーを読み進めながら進めていく。5試合を1セットとし、3勝以上でセットクリアとなる。セットをクリアしていくとゲーム内のライバル高校を相手とした昇格戦が発生。これに勝利する事でクラスアップとなる。プラチナ昇格後は他のプレイヤーとの試合がメインとなり、レートと呼ばれる数値を上げていく事が新たな目的となる。レートはセット（試合）の勝敗数で変動していく（1ヶ月1シーズンとし、レートも1シーズン毎に一旦リセットされる）。また、道中ではゲーム内のライバル高校を相手とした「チャレンジマッチ」が発生する。サービス終了と同時に廃止され、オフライン版ではプレイ不可能となった。

#### 全国大会
2020年2月27日にトライアル版が開催。同年4月10日に正式に第1回が行われ、以降不定期に開催されている。他のプレイヤーと試合を行い、順位を競う。全国大会では大会ポイントといったポイントがあり、試合に勝利していくとポイントが増え、このポイントによって順位が決まる。また、無名校、強豪校といったランクが全国大会では用意されており、ポイントを増やして名門校クラスとなる事で地区大会に、全国クラスとなる事で全国大会に出場する事ができる。サービス終了後も対人戦はできなくなったが、システムが変更された全国大会が用意され、オフライン版でプレイ可能となっている。

### デレスト
正式名称はシンデレラストーリー。ノーマル版、らいと版、ハード版の3種類があり、ノーマル版、らいと版はストーリーを読み進めながら、選手に試合で様々な効果を発動する「スキル」を習得させる事が目的となる。らいと版は基本的な仕様は変わらないがノーマル版と比べてストーリーが簡略化されている。ハード版は選手の育成に必要なアイテム「絆の結晶（極）」と交換できる「絆の記憶（極）」を入手する事が目的となる。2021年6月30日よりデレストスキップ機能が実装され、条件を満たす事でデレストをスキップしてスキルの習得やアイテムの交換が可能となった。

### 姉妹校・練習参加
2018年7月より実装。本作におけるフレンド機能。他のプレイヤーのチームに自チームから選んだ選手を送る事ができる。送り込んだ選手は20時間が経つとゲーム内で使えるアイテムを持ち帰って戻ってくる（アイテムはそれぞれプレイヤーが設定した地区で異なる）。相手側のプレイヤーは送られた選手をデレストに参加させる事ができ、スキルをつける事が可能。スキルをつけさせると感謝状を入手でき、感謝状はゲーム内のアイテムと交換ができる。

### タウンマップ
2019年4月より実装。「学校」、「グラウンド」、「商店街」といった様々な場所があり、選手達との交流が行える。また、タウンマップ内では時間設定も設けられており、時間によって様々なイベントが発生する。バレンタイン等の特別な時期には限定イベントが行われる。

### 練習
2020年8月17日より実装。練習の名の通り選手達に練習を行わせる事ができ、選手のレベルが上がったり、スキルが習得される等の他、選んだ練習によって関連するステータスの上限が上がるといった物もある。また、選手同士でペアを組ませて同じ練習を行わせる事もでき、これによってポイントが貯まり、ポイントに応じてキズナLvが上昇していく。キズナLvによって特殊なストーリーや試合での特殊な演出が見れるようになる。

### 選手交流
2020年10月22日より実装。選手達のボイスが聞けたり選手毎のストーリーが閲覧できる他、課題が各選手に用意されており、課題を達成すると新しく聞けるボイスが増えたり、ゲーム内のアイテムを入手する事ができる。

## あらすじ
主人公（プレイヤー）は、怪我により野球生命を絶たれた元リトルシニアリーグのエース。
夢破れて祖母の地元の高校に入学し…そこで野球好きの女子高生・有原 翼に出会う。彼女の野球にかける熱意に触れた主人公は、監督となって翼とともに女子野球部を率い、一度はあきらめた甲子園への道を歩み出す。

## 登場人物
主人公
ある理由により右肩を壊し野球選手の道を閉ざされるも、有原の懇願により、野球部の監督となる。小説版では「八上浩太」と名前があり、ボーイズリーグの試合で今までの無理がたたり、右肩を壊していたのが表記されている。

### 女子野球部
プロフィールはゲーム公式サイトの準拠による。選手は一部を除き投手兼任。
アニメ版における高校名は「私立里ヶ浜高校」。
有原 翼（ありはら つばさ）
声 - 西田望見
誕生日：3月3日、身長：160cm、体重：52kg、3サイズ：84/62/83、血液型：O型、投打：右投右打、守備位置：遊撃手
東雲 龍（しののめ りょう）
声 - 近藤玲奈
誕生日：12月1日、身長：165cm、体重：56kg、3サイズ：80/62/83、血液型：O型、投打：右投右打、守備位置：三塁手
野崎 夕姫（のざき ゆうき）
声 - 南早紀
誕生日：9月14日、身長：168cm、体重：56kg、3サイズ：95/64/99、血液型：O型、投打：左投左打、守備位置：投手・一塁手
河北 智恵（かわきた ともえ）
声 - 井上ほの花
誕生日：4月14日、身長：158cm、体重：50kg、3サイズ：87/61/82、血液型：A型、投打：右投右打、守備位置：二塁手
宇喜多 茜（うきた あかね）
声 - 花守ゆみり
誕生日：10月7日、身長：155cm、体重：45kg、3サイズ：79/57/76、血液型：A型、投打：右投右打、守備位置：右翼手
中野 綾香（なかの あやか）
声 - 高木友梨香
誕生日：8月2日、身長：158cm、体重：50kg、3サイズ：83/61/85、血液型：B型、投打：右投左打、守備位置：中堅手
鈴木 和香（すずき わか）
声 - 緑川優美
誕生日：3月21日、身長：154cm、体重：46kg、3サイズ：80/59/77、血液型：B型、投打：右投右打、守備位置：捕手
岩城 良美（いわき よしみ）
声 - 山下七海
誕生日：4月3日、身長：148cm、体重：43kg、3サイズ：77/57/76、血液型：O型、投打：右投左打、守備位置：三塁手
倉敷 舞子（くらしき まいこ）
声 - 遠藤ゆりか→佐伯伊織
誕生日：8月18日、身長：158cm、体重：48kg、3サイズ：82/60/81、血液型：AB型、投打：右投右打、守備位置：投手・右翼手
九十九 伽奈（つくも かな）
声 - 白石晴香
誕生日：5月15日、身長：166cm、体重：53kg、3サイズ：85/63/82、血液型：B型、投打：右投右打、守備位置：右翼手
初瀬 麻里安（はせ まりあ）
声 - 八島さらら
誕生日：9月23日、身長：160cm、体重：49kg、3サイズ：82/58/79、血液型：A型、投打：右投右打、守備位置：三塁手
阿佐田 あおい（あさだ あおい）
声 - 立花理香
誕生日：2月22日、身長：158cm、体重：46kg、3サイズ：78/59/75、血液型：B型、投打：右投右打、守備位置：二塁手
直江 太結（なおえ たゆ）
声 - 小見川千明
誕生日：11月13日、身長：151cm、体重：44kg、3サイズ：78/58/80、血液型：A型、投打：右投右打、守備位置：遊撃手・投手
天草 琴音（あまくさ ことね）
声 - 奥野香耶
誕生日：2月28日、身長：158cm、体重：47kg、3サイズ：81/61/80、血液型：AB型、投打：左投左打、守備位置：一塁手
近藤 咲（こんどう さき）
声 - 山岡ゆり
誕生日：1月28日、身長：158cm、体重：51kg、3サイズ：85/63/89、血液型：O型、投打：右投右打、守備位置：捕手
永井 加奈子（ながい かなこ）
声 - 永野愛理
誕生日：6月26日、身長：157cm、体重：49kg、3サイズ：88/66/86、血液型：AB型、投打：右投右打、守備位置：中堅手
新田 美奈子（にった みなこ）
声 - 渡部優衣
誕生日：8月27日、身長：159cm、体重：50kg、3サイズ：83/61/83、血液型：AB型、投打：右投右打、守備位置：遊撃手
花山 栄美（はなやま えみ）
声 - 松嵜麗
誕生日：11月13日、身長：153cm、体重：48kg、3サイズ：89/63/86、血液型：B型、投打：右投右打、守備位置：中堅手・投手
朝比奈 いろは（あさひな いろは）
声 - 影山灯
誕生日：5月24日、身長：164cm、体重：52kg、3サイズ：86/63/82、血液型：A型、投打：左投左打、守備位置：一塁手
月島 結衣（つきしま ゆい）
声 - 優木かな
誕生日：7月11日、身長：167cm、体重：57kg、3サイズ：86/62/85、血液型：A型、投打：右投左打、守備位置：二塁手
仙波 綾子（せんば あやこ）
声 - 嘉山未紗
誕生日：10月24日、身長：173cm、体重：57kg、3サイズ：90/63/89、血液型：A型、投打：右投右打、守備位置：捕手
秋乃 小麦（あきの こむぎ）
声 - 田中あいみ
誕生日：12月16日、身長：148cm、体重：42kg、3サイズ：73/57/76、血液型：B型、投打：右投右打、守備位置：一塁手
竹富 亜矢（たけとみ あや）
声 - 松井恵理子
誕生日：10月16日、身長：159cm、体重：51kg、3サイズ：80/63/81、血液型：AB型、投打：右投左打、守備位置：中堅手
泉田 京香（いずみだ きょうか）
声 - 生田善子
誕生日：4月27日、身長：172cm、体重：55kg、3サイズ：92/64/87、血液型：O型、投打：左投左打、守備位置：左翼手
坂上 芽衣（さかがみ めい）
声 - 駒形友梨
誕生日：9月10日、身長：160cm、体重：51kg、3サイズ：87/63/85、血液型：A型、投打：右投右打、守備位置：二塁手
逢坂 ここ（あいさか ここ）
声 - 高木美佑
誕生日：1月19日、身長：155cm、体重：45kg、3サイズ：78/56/77、血液型：B型、投打：右投右打、守備位置：右翼手
柊 琴葉（ひいらぎ ことは）
声 - 早瀬莉花
誕生日：6月10日、身長：161cm、体重：53kg、3サイズ：89/62/84、血液型：AB型、投打：左投左打、守備位置：左翼手
塚原 雫（つかはら しずく）
声 - 芝崎典子
誕生日：2月5日、身長：168cm、体重：56kg、3サイズ：84/63/86、血液型：A型、投打：右投右打、守備位置：左翼手
本庄 千景（ほんじょう ちかげ）
声 - 朝日奈丸佳
誕生日：6月3日、身長：172cm、体重：57kg、3サイズ：93/65/90、血液型：A型、投打：右投右打、守備位置：左翼手
椎名 ゆかり（しいな ゆかり）
声 - 船戸ゆり絵
誕生日：7月23日、身長：158cm、体重：49kg、3サイズ：79/60/80、血液型：O型、投打：右投右打、守備位置：捕手
我妻 天（あがつま そら）
声 - 相坂優歌
誕生日：4月18日、身長：157cm、体重：51kg、3サイズ：80/62/83、血液型：A型、投打：左投左打、守備位置：投手
桜田 千代（さくらだ ちよ）
声 - 河瀬茉希
誕生日：10月2日、身長：173cm、体重：59kg、3サイズ：97/67/98、血液型：B型、投打：右投右打、守備位置：捕手
小鳥遊 柚（たかなし ゆず）
声 - 楠木ともり
誕生日：3月10日、身長：164cm、体重：53kg、3サイズ：85/61/90、血液型：A型、投打：右投右打、守備位置：遊撃手・三塁手
リン・レイファ
声 - 福緒唯
誕生日：11月24日、身長：154cm、体重：47kg、3サイズ：77/60/79、血液型：B型、投打：右投左打、守備位置：二塁手
草刈 ルナ（くさかり るな）
声 - 青木志貴
誕生日：11月5日、身長：165cm、体重：51kg、3サイズ：81/61/83、血液型：AB型、投打：右投左打、守備位置：左翼手→中堅手
條島 もも（じょうじま もも）
声 - 前田佳織里
誕生日：3月27日、身長：146cm、体重：45kg、3サイズ：93/63/86、血液型：O型、投打：右投右打、守備位置：一塁手
水原 碧澄（みずはら あすみ）
声 - 広瀬ゆうき
誕生日：12月12日、身長：161cm、体重：52kg、3サイズ：84/62/85、血液型：A型、投打：右投左打、守備位置：投手・右翼手
琴宮 千寿（ことみや ちとせ）
声 - 鈴木愛奈
誕生日：4月11日、身長：172cm、体重：55kg、3サイズ：91/63/86、血液型：AB型、投打：右投右打、守備位置：左翼手

### ライバル高校
清城高校
神宮寺 小也香（じんぐうじ さやか）
声 - 明坂聡美
誕生日：9月3日、身長：167cm、体重：54kg、3サイズ：83/62/84、血液型：AB型、投打：右投右打、守備位置：投手
牧野 花（まきの はな）
声 - 佳村はるか
誕生日：3月19日、身長：158cm、体重：56kg、3サイズ：88/61/86、血液型：O型、投打：右投右打、守備位置：捕手

界皇高校
草刈 レナ（くさかり れな）
声 - 日髙のり子
誕生日:6月2日、身長:172cm、体重:58kg、3サイズ:90/64/90、血液型:O型、投打:右投右打、守備位置：左翼手
鎌部 千秋（かまべ ちあき）
声 - 堀江由衣
誕生日:2月17日、身長:167cm、体重:56kg、3サイズ:86/63/85、血液型:B型、投打:右投右打、守備位置：投手
大和田 沙智（おおわだ さち）
声 - 釘宮理恵
誕生日:4月7日、身長:157cm、体重:47kg、3サイズ:80/60/82、血液型:AB型、投打:右投左打、守備位置：遊撃手
相良 吉乃（さがら よしの）
声 - 田中敦子
誕生日:7月5日、身長:170cm、体重:55kg、3サイズ:84/63/88、血液型:A型、投打:右投左打、守備位置：二塁手
真白 玲（ましろ れい）
声 - 水瀬いのり
誕生日:8月13日、身長:162cm、体重:50kg、3サイズ:77/55/83、血液型:O型、投打:右投左打、守備位置:投手
奈良 胡桃（なら くるみ）
声 - 種﨑敦美
誕生日:11月9日、身長:164cm、体重:52kg、3サイズ:82/61/87、血液型:AB型、投打:右投右打、守備位置：三塁手

向月高校
高坂 椿（こうさか つばき）
声 - 福圓美里
誕生日：11月3日、身長：153cm、体重：48kg、3サイズ：79/58/82、血液型：A型、投打：右投右打、守備位置：投手
岸 楓佳（きし ふうか）
声 - 黒沢ともよ
誕生日：9月28日、身長：161cm、体重：58kg、3サイズ：87/62/85、血液型：B型、投打：右投右打、守備位置：捕手
潮見 凪沙（しおみ なぎさ）
声 - 内田真礼
誕生日：5月6日、身長：159cm、体重：51kg、3サイズ：83/61/83、血液型：O型、投打：左投左打、守備位置：投手
風祭 せりな（かざまつり せりな）
声 - ファイルーズあい
誕生日：6月16日、身長：158cm、体重：81kg、3サイズ：115/89/110、血液型：O型、投打：右投右打、守備位置：捕手
森 ベロニカ 奈緒子（もり べろにか なおこ）
声 - 喜多村英梨
誕生日：7月25日、身長：176cm、体重：67kg、3サイズ：88/65/92、血液型：O型、投打：右投右打、守備位置：遊撃手

明條学園
大咲 みよ（おおさき みよ）
声 - 小倉唯
誕生日：12月6日、身長：151cm、体重：45kg、3サイズ：79/56/79、血液型：B型、投打：右投右打、守備位置：遊撃手
今田 杏珠（いまだ あんじゅ）
声 - 鈴代紗弓
誕生日：7月28日、身長：156cm、体重：47kg、3サイズ：83/54/80、血液型：AB型、投打：右投右打、守備位置：中堅手

小河原高校
鬼塚 桐（おにづか きり）
声 - 早見沙織
誕生日：7月29日、身長：155cm、体重：46kg、3サイズ：77/57/80、血液型：A型、投打：右投左打、守備位置：二塁手
樫野 亜沙（かしの あさ）
声 - 本渡楓
誕生日：11月20日、身長：163cm、体重：54kg、3サイズ：88/63/87、血液型：A型、投打：右投右打、守備位置：遊撃手

二子玉高校→清城高校
一二三 ゆり（ひふみ ゆり）
声 - 小林ゆう
誕生日：1月2日、身長：161cm、体重：52kg、3サイズ：80/56/87、血液型：B型、投打：右投右打、守備位置：中堅手

帝陽学園
乾 ケイ（いぬい けい）
声 - 井上麻里奈
誕生日：10月10日、身長：169cm、体重：55kg、3サイズ：81/58/84、血液型：A型、投打：右投右打、守備位置：捕手
宮井 都子（みやい みやこ）
声 - 小原好美
誕生日：6月7日、身長：160cm、体重：50kg、3サイズ：83/61/82、血液型：A型、投打：右投右打、守備位置：投手
水浦 七瀬（みうら ななせ）
声 - Lynn
誕生日：7月6日、身長：163 cm、体重：53kg、3サイズ：93/62/91、血液型：B型、投打：左投左打、守備位置：一塁手

さきがけ女子高校
芹澤 結（せりざわ むすび）
声 - 佐倉綾音
誕生日：10月27日、身長：158cm、体重：52kg、3サイズ：83/62/86、血液型：O型、投打：右投右打、守備位置：一塁手

山ノ上高校
光田 つばめ（ひかりだ つばめ）
声 - 石川由依
誕生日：1月11日、身長：174cm、体重：57kg、3サイズ：83/61/87、血液型：A型、投打：右投右打、守備位置：中堅手

### その他
掛橋 桃子（かけはし ももこ）
声 - 中村繪里子
誕生日：9月3日、身長：163cm、体重：54kg、3サイズ：86/63/85、血液型：O型、投打：右投右打、守備位置：なし
エレナ・スタルヒン
声 - 上坂すみれ
誕生日：12月23日、身長：171cm、体重：54kg、3サイズ：86/59/85、血液型：A型、投打：左投左打、守備位置：投手
アメリア・サンダース
声 - 東山奈央
誕生日：2月6日、身長：167cm、体重：60kg、3サイズ：89/62/96、血液型：B型、投打：左投左打、守備位置：右翼手
フリーダ・F・アンバー（フリーダ・フェルナンデス・アンバー）
声 - 榊原良子
誕生日：5月20日、身長：179cm、体重：70kg、3サイズ：96/65/98、血液型：A型、投打：右投左打、守備位置：投手
能見 志保（のうみ しほ）
声 - みゆはん
テレビアニメ版オリジナルの登場人物。有原翼たちの通う市立里ヶ浜高校の生徒会長。
夏葉 舞（なつは まい）
声 - 関水渚
誕生日：6月5日、身長：159cm、体重：45kg、血液型：O型、投打：右投右打、守備位置：投手
有原 ゆい（ありはら ゆい）
声 - 鬼頭明里
誕生日：10月14日、身長：158cm、体重：48kg、3サイズ：83/56/83、血液型：O型、投打：左投右打、守備位置：投手
椎名 じゅり（しいな じゅり）
声 - 諏訪彩花
誕生日：2月1日、身長：160cm、体重：49kg、3サイズ：88/55/83、血液型：B型、投打：右投右打、守備位置：捕手

### コラボレーションキャラクター
| 名前           | 担当声優         | 投打                             | 守備位置                     | 出典作品              |
| -------------- | ---------------- | -------------------------------- | ---------------------------- | --------------------- |
| キズナアイ     | キズナアイ       | 右投右打                         | 多分どこでも                 | キズナアイ            |
| 各務原なでしこ | 花守ゆみり       | がんばってみるよ！投げ右打ち     | 投手（色々やってみたい）     | ゆるキャン△           |
| 志摩リン       | 東山奈央         | おもったよりむずいな…投げ右打ち  | 捕手（チェアでまったり）     | ゆるキャン△           |
| 大垣千明       | 原紗友里         | 右でも左でも任せろー！投げ右打ち | 遊撃手（どこでもいけるぜ！） | ゆるキャン△           |
| 犬山あおい     | 豊崎愛生         | どっちでもええで投げ右打ち       | 二塁手（ホラ吹き担当）       | ゆるキャン△           |
| 斉藤恵那       | 高橋李依         | どっちも苦手かな〜投げ右打ち     | 中堅手（お布団内）           | ゆるキャン△           |
| 武田詠深       | 前田佳織里       | 右投げ右打ち                     | 投手                         | 球詠                  |
| 山崎珠姫       | 天野聡美         | 右投げ右打ち                     | 捕手                         | 球詠                  |
| 中田奈緒       | 飯田友子         | 右投げ右打ち                     | 投手 / 一塁手 / 外野手       | 球詠                  |
| 涼宮ハルヒ     | 平野綾           | 右投げ右打ち                     | 投手 / 二塁手                | 涼宮ハルヒの憂鬱      |
| 朝比奈みくる   | 後藤邑子         | 左投げ右打ち                     | 右翼手                       | 涼宮ハルヒの憂鬱      |
| 長門有希       | 茅原実里         | 右投げ右打ち                     | 中堅手 / 捕手                | 涼宮ハルヒの憂鬱      |
| 鶴屋さん       | 松岡由貴         | 右投げ右打ち                     | 三塁手                       | 涼宮ハルヒの憂鬱      |
| 紗倉ひびき     | ファイルーズあい | 右投げ左打ち                     | 三塁手 / 投手                | ダンベル何キロ持てる? |
| 奏流院朱美     | 雨宮天           | 右投げ右打ち                     | 捕手                         | ダンベル何キロ持てる? |

## テレビアニメ
2019年4月から7月までテレビ東京、AT-Xほかにて放送された。ゲームとはストーリーが異なり、翼が発起人となるところから物語が始まるなど、主要キャラクター同士のかけ合いを中心とする。
また、2020年7月からはテレビ東京ほかにて『八月のシンデレラナイン Re:fine』と題し、一部ブラッシュアップの上で再放送されたほか、特別話も放送された。
さらに、2021年7月から『八月のシンデレラナイン2021』と題し、既存の12話に加え、新たに第13話を製作した上で放送される。また、この放送では副音声ゲストとして9話にハライチ岩井勇気、10話に菅波栄純、11話に里崎智也、13話に楠木ともり、福緒唯、青木志貴が登場している。
2022年4月からテレビ東京ほかにて再放送が行われた。この再放送では前年にて初放送された第13話をブラッシュアップして初回に放送した後、既存の第1話以降を放送していく構成となる。

### スタッフ
- 原作 - アカツキ[125]
- 原案 - 山口修平[125]
- 監督 - 工藤進[125]
- 企画 - 香田哲朗、篠原宏康、押田裕一（第1-12話）、丸茂礼（第13話）、山田昇（第1-12話）、山崎明日香（第13話）、木谷徹
- シリーズ構成 - 田中仁[125]
- シナリオチーム - 田中仁、伊藤睦美、吉成郁子、大内珠帆
- アニメーションキャラクターデザイン - 野口孝行[125]
- 美術監督 - 清水哲弘
- 色彩設計 - のぼりはるこ
- 撮影監督 - 小西庸平
- 3Dディレクター - 星和花
- 編集 - 村井秀明
- 音響監督 - 関智寛
- 音楽 - 小畑貴裕[125]
- チーフプロデューサー - 後藤ヨシアキ、小島哲
- プロデューサー - 横山敏、松山進（第1-12話）、山内未來（第13話）、飯塚彩、今宮環（第1-12話）、貝原一平（第13話）
- アニメーションプロデューサー - 清野一道（第1-12話）
- アニメーション制作 - トムス・エンタテインメント[125]
- アニメーション制作協力 - スタジオ・コメット
- 製作 -「八月のシンデレラナイン」製作委員会

### 主題歌
「エチュード」
みゆはんによるオープニングテーマ。作詞・作曲・編曲は菅波栄純。
「どんなときも。」
有原翼（西田望見）、東雲龍（近藤玲奈）、野崎夕姫（南早紀）、河北智恵（井上ほの花）によるエンディングテーマ。作詞・作曲は槇原敬之、編曲は久下真音。
「ぬかるみ」
有原翼（西田望見）、東雲龍（近藤玲奈）、野崎夕姫（南早紀）、河北智恵（井上ほの花）によるRe:fine 第8話エンディングテーマ。作詞・作曲・編曲は栁舘周平。
「ALL FOR ONE★」
阿佐田あおい（立花理香）、九十九伽奈（白石晴香）、岩城良美（山下七海）、倉敷舞子（佐伯伊織）、本庄千景（朝日奈丸佳）、塚原雫（芝崎典子）によるRe:fine 第9話エンディングテーマ。作詞は沙羅、作曲・編曲は奥井康介。
「背番号」
有原翼（西田望見）、東雲龍（近藤玲奈）、野崎夕姫（南早紀）、河北智恵（井上ほの花）によるRe:fine 第10話エンディングテーマ。作詞は沙羅、作曲・編曲は奥井康介。
「Summer Soul…」
阿佐田あおい（立花理香）、九十九伽奈（白石晴香）、岩城良美（山下七海）、倉敷舞子（佐伯伊織）、本庄千景（朝日奈丸佳）、塚原雫（芝崎典子）によるRe:fine 第11話エンディングテーマ。作詞は飲茶娘、作曲・編曲は田中俊裕。
「世界でいちばん熱い夏」
有原翼（西田望見）、東雲龍（近藤玲奈）、野崎夕姫（南早紀）、河北智恵（井上ほの花）による第12話挿入歌。作詞は富田京子、作曲は奥居香、編曲は宝野聡史。
「IENAI」
小鳥遊柚（楠木ともり）、桜田千代（河瀬茉希）、草刈ルナ（青木志貴）、我妻天（相坂優歌）、リン・レイファ（福緖唯）による第13話エンディングテーマ。作詞・作曲・編曲は園田健太郎。

### 各話リスト
| 話数   | サブタイトル               | 絵コンテ            | 演出     | 作画監督 | 総作画監督          | 初放送日       |
| ------ | -------------------------- | ------------------- | -------- | --- | ------------------- | -------------- |
| 第1話  | プレイボール！             | 工藤進              | 秦義人   | 花輪美幸 正金寺直子 | 野口孝行 正金寺直子 | 2019年 4月8日  |
| 第2話  | できる、できない           | 粟井重紀            | 粟井重紀 | 西川真人 山村俊了 冨田佳亨 丸山大勝 西村真理子                                                                               | 野口孝行 正金寺直子 | 4月15日        |
| 第3話  | 気持ちよく汗をかこう       | 石山タカ明 内田まい | 村山靖   | 谷津美弥子 阿形大輔 北條直明                                                                                                 | 野口孝行 正金寺直子 | 4月22日        |
| 第4話  | 分かれ道に立っても         | 渡部高志            | 村山靖   | 誠宇 AKIRA 梁世挺 黄鳳 広中千恵美                                                                                            | 野口孝行 正金寺直子 | 4月29日        |
| 第5話  | はじめての試合！           | 石山タカ明          | 泉明宏   | 石本英治 堀内優 飯飼一幸 糸島雅彦 諸石美雪 宇津木勇 高木玲奈 高橋こう平 吉田肇 江崎稔 鷲田敏弥 申榮淳 LAN SHAO 泉明宏 矢島竜 | 野口孝行 正金寺直子 | 5月6日         |
| 第6話  | これからの私たち           | 石山タカ明          | 粟井重紀 | 阿形大輔 津熊健徳 佐藤桂 WONWOO リバイバル 正金寺直子                                                                        | 野口孝行 正金寺直子 | 5月13日        |
| 第7話  | 笑顔の迷子                 | 石山タカ明 村山靖   | 村山靖   | 北條直明 阿形大輔 岡辰也 リバイバル WONWOO                                                                                   | -                   | 5月20日        |
| 第8話  | 夏に向かって               | 稲垣隆行            | 棚沢隆   | 正金寺直子 西川真人 上田恵理 WONWOO 石川慎亮                                                                                 | 野口孝行 正金寺直子 | 6月4日         |
| 第9話  | みんなでつないで、楽しんで | 小林一三            | 村山靖   | 阿形大輔 山村俊了 岡辰也 北條直明 津熊健徳 リバイバル                                                                        | 野口孝行 正金寺直子 | 6月17日        |
| 第10話 | 背中に翼                   | 葛谷直行            | 沼山茉由 | C.K.LIM H.W.JOO H.J.KIM S.H.LEE                                                                                              | 野口孝行 正金寺直子 | 6月24日        |
| 第11話 | 全国大会がはじまる         | 吉川浩司 竹内光     | 泉明宏   | 石本英治 堀内優 飯飼一幸 宇津木勇 吉田肇 江崎稔 LAN SHAO 松下純子 棚沢隆 泉明宏 矢島竜 坂本ひろみ 高橋成之 秦野好紹 米本奈苗 | 野口孝行 正金寺直子 | 7月1日         |
| 第12話 | 世界で一番あつい夏         | 石山タカ明          | 工藤進   | 正金寺直子 加藤壮 野本正幸 髙野友稀 谷口繁則 石川慎亮 C.K.LIM H.W.JOO H.J.KIM                                                | 野口孝行            | 7月8日         |
| 第13話 | つづく、物語               | 鈴木吉男            | 鈴木吉男 | 青野厚司 ふくだのりゆき 石川慎亮 久恒直樹                                                                                    | 野口孝行            | 2021年 9月25日 |

### 放送局
| 放送期間                | 放送時間                     | 放送局       | 対象地域   | 備考                                 |
| ----------------------- | ---------------------------- | ------------ | ---------- | ------------------------------------ |
| 2019年4月8日 - 7月8日   | 月曜 1:35 - 2:05（日曜深夜） | テレビ東京   | 関東広域圏 | 製作局                               |
|                         |                              | テレビ愛知   | 愛知県     |                                      |
| 2019年4月9日 - 7月9日   | 火曜 0:30 - 1:00（月曜深夜） | BSテレ東     | 日本全域   | BS/BS4K放送                          |
|                         | 火曜 1:05 - 1:35（月曜深夜） | テレビ大阪   | 大阪府     |                                      |
|                         | 火曜 23:30 - 水曜 0:00       | AT-X         | 日本全域   | 製作参加 / CS放送 / リピート放送あり |
| 2019年4月10日 - 7月10日 | 水曜 2:35 - 3:05（火曜深夜） | テレQ        | 福岡県     |                                      |
| 2019年4月17日 - 7月24日 | 水曜 1:55 - 2:21（火曜深夜） | 長崎文化放送 | 長崎県     | 『あに。』枠                         |

| 配信開始日    | 配信時間               | 配信サイト |
| ------------- | ---------------------- | --- |
| 2019年4月10日 | 水曜 12:00 更新        | あにてれ アニメ放題 Amazonプライム・ビデオ GYAO!ストア クランクイン！ビデオ dアニメストア バンダイチャンネル ひかりTV ビデオマーケット Hulu PlayStation Store U-NEXT Rakuten TV |
| 2019年4月11日 | 木曜 0:00 更新         | J:COMオンデマンド ビデオパス |
| 2019年4月12日 | 金曜 19:00 更新        | TSUTAYA TV |
| 2019年4月13日 | 土曜 12:00 更新        | AbemaTV |
| 2019年4月16日 | 火曜 12:00 更新        | ニコニコチャンネル |
|               | 火曜 23:30 - 水曜 0:00 | ニコニコ生放送 |

### BD
| 巻 | 発売日         | 収録話          | 規格品番  |
| -- | -------------- | --------------- | --------- |
| 1  | 2019年8月9日   | 第1話 - 第3話   | VIZL-1626 |
| 2  | 2019年9月11日  | 第4話 - 第6話   | VIZL-1635 |
| 3  | 2019年10月30日 | 第7話 - 第9話   | VIZL-1641 |
| 4  | 2019年11月27日 | 第10話 - 第12話 | VIXL-277  |

| テレビ東京 月曜 1:35 - 2:05（日曜深夜）           | テレビ東京 月曜 1:35 - 2:05（日曜深夜）                    | テレビ東京 月曜 1:35 - 2:05（日曜深夜）              |
| 前番組                                            | 番組名                                                     | 次番組                                               |
| ------------------------------------------------- | ---------------------------------------------------------- | ---------------------------------------------------- |
| ブラッククローバーセレクション 〜黒の暴牛傑作選〜 | 八月のシンデレラナイン                                     | BEM                                                  |
| 四月一日さん家と 【ここのみドラマ枠】             | 八月のシンデレラナイン Re:fine （再放送） 【再びアニメ枠】 | ドラゴンクエスト ダイの大冒険（2020年版） （再放送） |
| テレビ東京 土曜 1:23 - 1:53（金曜深夜）           |                                                            |                                                      |
| 灼熱カバディ                                      | 八月のシンデレラナイン 2021 （新編集版）                   | 異世界食堂2                                          |
| テレビ東京 月曜 1:35 - 2:05（日曜深夜）           |                                                            |                                                      |
| 黄金の定食                                        | 八月のシンデレラナイン 2022 （再放送）                     | 境界戦機 （再放送）                                  |

## プロモーション

### アニメーションPV
2016年7月にリリース前のゲームプロモーションPVがYouTube上で公開された。製作はA-1 Pictures。また、2017年5月に出演キャラクター4人による副音声版が公開された。

### アップデートプロモーション
2017年3月16日に開催された大型キャンペーン「球春到来 本気の春、はじまりのサイレン」にて、大型アップデートが行われた告知動画がYouTubeで配信された。
さらに、タレントの柳沢慎吾による「柳沢慎吾監督就任記念キャンペーン」と称して、柳沢慎吾がハチナイを舞台にひとり甲子園を行う動画が期間限定で公開された現在は削除済。

### CM
2018年8月に開催された「第100回全国高等学校野球選手権記念大会」に向けたプロモーションとして、タレントのアンジャッシュ渡部建、元東京ヤクルトスワローズの古田敦也によるゲームCMが公開された。AbemaTV、2018年8月9日のテレビ朝日系列「熱闘甲子園」内にて放映された。ナレーションは東京ヤクルトスワローズのファンで、本作品にて花山栄美の声を担当している松嵜麗が行った。
2021年7月、宣伝大使として、ハライチ岩井勇気によるゲームCMが放送。

### 電車
アニメ化決定に伴い、2018年8月に関東圏ではJR山手線、関西圏では阪神電車にてハチナイ仕様の列車が走行した。
2019年にはJR山手線にてラッピング電車、阪神電車にて車内がハチナイ仕様となった列車が走行した。
2022年には阪神電車にて車内がハチナイ仕様となった列車が走行した。

### 新聞
2018年3月16日、8月9日にデイリースポーツでハチナイの特集風の一面広告が掲載された。
2021年9月2日、デイリースポーツにて阪神タイガースとのコラボを特集した本作品の記事が掲載された。

### プロ野球
日本プロ野球機構パシフィック・リーグとのコラボが2018年8月19日の「ハチサマ 〜Hachinai Summer LIVE2018〜」にて明らかになった。
パ・リーグとは2018年以降もコラボ企画が行われており、2021年には横浜DeNAベイスターズとのコラボが発表され、初のセ・リーグ球団とのコラボとなった。
以降他のセ・リーグ球団ともコラボを展開していたが、広島東洋カープとはコラボが実現せずサービス終了となった。

## 漫画
ハチナイ外伝『戦力外！カタトちゃん』
ゲームリリース前の2016年8月9日より公式サイト上で連載されている4コマ漫画。作者は『ポプテピピック』などで知られる大川ぶくぶ。ゲストキャラクターの『戦カタト』が有原翼によって女子野球部に勧誘され、カタトに振り回される日常を描く。2017年5月にYouTube上でアニメが公開されている。
午後のハチナイ
2018年2月より、ゲーム内の『放送部』にて連載開始した4コマ漫画。毎週火曜日19時に更新される。略称は「ゴゴハチ」。
八月のシンデレラナインS
作画担当は星野倖一郎。泰原高校の新入生・鈴村あすはを主人公とした原作とは異なるオリジナルストーリーとなっている。

## 小説
八月のシンデレラナイン 〜before summer〜.
ゲームリリース前の2016年8月9日より公式サイト上で連載されていたWEB小説。ゲーム本編のストーリーから遡る過去編にあたるストーリーを、各部員の視点から描く。作者は片瀬チヲル。
八月のシンデレラナイン 北風に揺れる向日葵
2018年4月28日にファミ通文庫より刊行されたハチナイ初のノベライズ作品。5月28日にkindle版が配信された。ゲーム本編と同様の流れのストーリーを汲んでいるが、主人公の八上浩太が入学した直後にロシアよりエレナ・スタルヒンという転校生がやってくる、というifストーリーが描かれている。執筆協力に当たってはWEB小説を執筆した片瀬チヲルが担当している。
八月のシンデレラナイン 潮騒の導く航路
2019年6月29日にファミ通文庫より刊行されたノベライズ作品。有原達の女子野球部と合宿先で出会った潮見凪沙との出会いが描かれたストーリーとなっている。このライトノベルで初登場となった潮見凪沙は、ゲームにもライバル高校である向月高校の選手として登場する。
八月のシンデレラナイン 夏蔦に還す約束
2020年7月29日にファミ通文庫より刊行されたノベライズ作品。界皇高校の草刈レナと、向月高校の高坂椿の出会い、レナから誘われ、界皇高校の合宿を訪れた主人公、八上浩太の様子が描かれる。
八月のシンデレラナイン 白夜に揺蕩う追憶
2022年3月30日にファミ通文庫より刊行されたノベライズ作品。我妻天、桜田千代、リン・レイファ、草刈ルナ、小鳥遊柚が入部した後の世界線となっており、新キャラクターの真白玲と、真白とかつてチームメートだった小鳥遊、2人の再会から新たに展開される物語が描かれる。執筆協力はゲームのシナリオライターも担当している泉遼平。

## テレビドラマ
本作を原案としたドラマ『八月は夜のバッティングセンターで。』が2021年7月よりテレビ東京ほかにて放送。

## 雑誌

### コンプティーク
コンプティーク2018年4月号より、毎月出演声優のインタビューと共に特集が掲載されている。
2018年5月号にて、初の八月のシンデレラナインの特集が組まれ、別冊付録として『八月のシンデレラナイン 選手名鑑 女子高校野球編』が同梱された。
2018年9月号にて、本誌初の表紙を飾りアニメ化が告知された。巻頭での特集と、別冊付録『八月のシンデレラナイン メモリアルフォトブック』、『スペシャルボイスドラマCD』が同梱された。

## イベント
ゲームプロデューサーの山口修平が「監督の皆様と運営との一体感」を１つの目標にしていると語っており、野球ゲームというジャンルの割にイベントを比較的多く主催しているのが特徴的。

### ハチナイファン感謝デー
ゲーム内で行われたユーザーアンケートに答えたユーザーの中から希望者を抽選で、運営の株式会社アカツキ本社（東京都品川区）に招待する『ファン感謝祭』が不定期で開催されている。
初回は2017年9月30日に行われ、試験的に行われたためか当選者は約15人と小規模なものであった。グループアンケートや開発スタッフとの座談会が行われた。
2018年1月20日に『ハチナイファン感謝デー 2018新春』と銘打たれ、第1回として本格的なファン感謝デーが行われた。1000人以上の応募者から89名の当選者が会場に招かれ、出演声優陣（西田望見、井上ほの花、緑川優美）や開発スタッフなども交えて座談会や新機能発表会などが開催され、前回に比べ規模の大きいものになった。
2018年5月26日に第2回『ハチナイファン感謝デー 2018春』が開催され、前回以上に応募者が殺到した。出演声優陣（西田望見、近藤玲奈、南早紀）や開発スタッフなどを交えて、前回と同じく座談会やトークやクイズ、朗読会などが行われ、1周年に向けた新機能の発表なども行われた。
2019年2月2日に第3回『ハチナイファン感謝デー 2019冬』が開催。全三部で構成され、一部は出演声優陣（井上ほの花、白石晴香、立花理香）によるトーク、朗読劇、クイズが行われた。二部はグッズやアニメ等に関する質問コーナーが行われた。三部はプレイヤー達の交流会が行われた。
2019年10月9日に特別版として『ハチナイファン感謝デー パリーグ6球団コラボ特別Ver』が開催。2019年に行ったパ・リーグコラボに合わせて開かれた物で、イオンシネマ大宮にて当選したプレイヤー達と出演者（立花理香、松嵜麗、南隼人、森本稀哲）達でクライマックスシリーズの観戦が開かれた他、コラボグッズの販売も行われた。
2022年5月、八月のシンデレラナイン公式Discordが開設。同年6月25日、公式Discordにて「第0回ハチナイオンラインファン感謝デー」が開催。事前に募集したDiscord内で使用できるスタンプの発表、運営チームによる質問コーナー等が行われた。

### コミックマーケット
2017年のコミックマーケットC92より、株式会社アカツキのブースにて八月のシンデレラナインの出展が行われている。

#### 夏コミC92
会場ではタペストリーやリストバンドなど特製グッズ販売会の他に、キャラ缶バッジを入手できる『リアルガチャ』が設置された。
2017年8月11日に出演声優陣（西田望見、白石晴香、八島さらら）によるお渡し会が行われた。

#### 冬コミC93
会場で販売された特製グッズには、タペストリーの他に「鈴木和香の㊙偵察レポート」や、31名の絵師によって寄稿された「イラストブック off season」などが販売された。C92と同じく『リアルガチャ』があった他、『プロジェクト ハチナイVR 2人の花火』としてVRによる有原翼との花火大会を体験できるコーナーや、キズナアイとのコラボ動画にて用いられた有原翼の3Dモーションの展示会が行われた。
2017年12月29日に出演声優陣（西田望見、南早紀、高木友梨香、八島さらら、船戸ゆり絵）によるお渡し会が行われ、その中で大川ぶくぶによる4コマより戦カタトの特性缶バッジ（直径60cm、重さ2.4kg）が抽選で1名に贈呈された。

#### 夏コミC94
会場で販売された特製グッズには、タペストリーの他に「月島風紀委員の手荷物検査報告書」や、「before summer 〜神宮寺小也香〜」などが販売された他、「C94特製バット」やゲームブランドKeyとのコラボTシャツとして「Summer Pockets×ハチナイコラボTシャツ」などが限定販売された。また、前回と同じくリアルガチャが設置された。
また、イベントとして、『チーム評価認定キャンペーン』が行われゲーム内での評価に応じて認定カードが贈呈された他、別日に行われる「ハチナイCafe in原宿」と「ハチサマ 〜Hachinai Summer LIVE2018〜」と関連する『ハチナイ サマースタンプラリー2018』も行われた。
2018年8月10日に出演声優陣(西田望見、立花理香、早瀬莉花）によるお渡し会が行われた。

#### 冬コミC97
2019年12月28日から31日までの4日間開催。様々なグッズがもらえる「ガラポン抽選会」が行われた他、28日には出演声優陣(西田望見、駒形友梨、船戸ゆり絵）によるお渡し会が行われた。
特製グッズにはタペストリー等がついた「ハチナイセット」の他、ハチナイ仕様のバット、温泉に訪れた選手達が描かれたブランケット等が販売された。

#### 冬コミC99
2021年12月30日、31日の2日間開催され、会場では様々なグッズがもらえる「ガラポン抽選会」や特定の条件を満たしているともらえる「推し選手Tシャツ」が用意された。
特製グッズには、タペストリー等がついた「ハチナイセット」の他、界皇高校の選手が描かれたバスタオル、ゲーム内のユニフォームを型取ったクッション等が販売された。

#### 夏コミC100
2022年8月13日、14日の2日間開催。会場では様々なグッズがもらえる「ガラポン抽選会」やゲーム内のチーム評価に応じてカードやステッカーがもらえる「チーム評価キャンペーン」が開催された。
特製グッズには、タペストリー、サウンドトラック等がついた「ハチナイセット」の他、限定Tシャツや選手が描かれたタオル等が販売された。

#### 冬コミC101
2022年12月30日、31日の2日間開催。会場では「ガラポン抽選会」や条件を満たしているともらえる「推し選手Tシャツ」が用意された。
特製グッズにはタペストリー等がついたハチナイセットの他、アクリルジオラマキューブ、クレヨン極厚アクリルキーホルダーが入手できる『リアルガチャ』等が用意された。

#### 夏コミC102
2023年8月12日、13日の2日間開催。会場では「ガラポン抽選会」やゲーム内のチーム評価に応じてカードやステッカーがもらえる「チーム評価キャンペーン」が開催された。
特製グッズにはタペストリー等がついたハチナイセットの他、トレーディングアクリルカード、クレヨンアクリルクリップスタンドが入手できる『リアルガチャ』等が用意された。

#### 冬コミC103
2023年12月30日、31日の2日間開催。会場では「ガラポン抽選会」が開催された他、来場者特典としてショッパーが配布された。
特製グッズにはタペストリー等がついたハチナイセットの他、午後のハチナイ名場面アクリルキーホルダーやミニボールキーホルダーが入手できる『リアルガチャ』等が用意された。

### ハチナイCafe in 原宿
2018年8月4日から12日にかけて、『ハチナイCafe in原宿』が原宿AREA-Q ANNEXにて期間限定で開店した。4日と12日には開発スタッフによる座談会も行われた。

### バーチャルマーケット
VRイベント『バーチャルマーケット6』にて八月のシンデレラナインが参加し、
2021年8月14日から28日の2週間、開催された。有原翼、野崎夕姫が投手を務め、バッティング対戦が行える「野球場ブース」、選手達と写真撮影ができる「フォトブース」が登場した。

### ハチサマ 〜Hachinai Summer LIVE2018〜
2018年8月19日に、ハチナイ初の音楽フェスとして『ハチサマ 〜Hachinai Summer LIVE2018〜』が、昼・夜2公演で、原宿クエストホールにて行われた。当日は物販の他、1st Mini Album「真夏のサイレン」が先行販売された。
出演は、有原翼（西田望見）、東雲龍（近藤玲奈）、野崎夕姫（南早紀）、河北智恵（井上ほの花）

### ハチサマ2 Hachinai Spring Live 2019 -始まりの合図-
2019年4月6日に『ハチサマ』第2弾となる『ハチサマ2 Hachinai Spring Live 2019 -始まりの合図-』が、昼・夜2公演で山野ホールにて開催。通常のライブパートやゲームコーナーのほか、テレビアニメ第1話の先行上映も行われた。特典付きチケット購入者には2nd Mini Album「始まりの合図」が頒布された。
前回出演の4名（ユニット名「HUiT（ユイット）」に加えて、新ユニット（ユニット名「Clutch!（クラッチ）」）のうち、九十九伽奈（白石晴香）、阿佐田あおい（立花理香）、倉敷舞子（佐伯伊織）、本庄千景（朝日奈丸佳）、塚原雫（芝崎典子）の総勢9名が出演した。

### ハチサマ3 Hachinai Music FES in 羽村
2019年10月13日に『ハチサマ3 Hachinai Music FES in 羽村』が、昼・夜2公演で東京都羽村市の羽村生涯学習センターにて開催予定だったが、令和元年東日本台風（台風19号）の影響で中止となった。
『ハチサマ3』では、『ハチサマ2』の出演者9名に加えて、清城高校の神宮寺小也香（明坂聡美）と牧野花（佳村はるか）がユニット名「TwinCrew」として出演。さらに新入生のうちリン・レイファ（福緒唯）、小鳥遊柚（楠木ともり）、桜田千代（河瀬茉希）、草刈ルナ（青木志貴）が朗読劇を行う予定であった。

### ハチサマ4 Hachinai Music LIVE in 福生
2020年4月5日に『ハチサマ4 Hachinai Music LIVE in 福生』が、昼・夜2公演で東京都福生市の福生市民会館にて開催予定だったが、新型コロナウィルス感染症の流行による影響で中止となり、代替措置として同日17時30分より動画配信サイトにて無観客ライブの生配信を行った。
『ハチサマ4』では「HUiT」の4人、「Clutch!」の6人に加え、新たに5人が新ユニット「IN-HI16（インハイシックスティーン）」として出演した。

### ハチサマ5 Hachinai Spring LIVE in 八王子
2021年4月25日に昼・夜2公演で東京都八王子市の八王子市民会館にて開催された5thライブ。夜公演はチケット購入者向けの配信も行われた。特典CDとして5th mini 
Album、灼けつくエールが先攻、後攻の2枚組でリリースされ、先攻は限定発売とチケットの購入特典、後攻はチケットの購入特典として入手できた。
『ハチサマ5』では「IN-HI16」、「HUiT」、「Clutch!」の総出演となったほか、ライブ内では涼宮ハルヒの憂鬱とのコラボ決定も発表された。

### ハチサマ Clutch! ROCK LIVE in 横浜
2023年8月13日に神奈川県 横浜市の1000 CLUBにて開催。チケット購入者向けの配信も行われた。特典CDとして6th mini 
Album、群青へ咆哮がリリース。プレミアチケット、通常チケット、当日チケットの特典として入手できた。
『ハチサマ Clutch! ROCK LIVE in 横浜』では「Clutch!」に加え、「KOKORi（ココリ）」が初参加。バンドの生演奏と共に楽曲を披露した。

## 公式配信番組

### ハチ生
不定期で行われる公式生放送。
- 第1回(2017年7月20日)
  - 出演： 西田望見(有原翼)、近藤玲奈(東雲龍)、南早紀(野崎夕姫)、井上ほの花(河北智恵)、立花理香(阿佐田あおい)
- 第2回(2017年10月26日)
  - 出演： 西田望見(有原翼)、立花理香（阿佐田あおい）、松嵜麗(花山栄美)、八島さらら(初瀬麻里安)
- 第3回(2018年3月8日)
  - 出演： 西田望見(有原翼)、遠藤ゆりか(倉敷舞子)、永野愛理(永井加奈子)、高木美佑(逢坂ここ)
- 第4回(2018年6月18日)
  - 出演： 西田望見(有原翼)、南早紀(野崎夕姫)、小見川千明(直江太結)、八島さらら(初瀬麻里安)
- 第5回(2018年7月30日)
  - 出演：西田望見(有原翼)、白石晴香(九十九伽奈)、高木友梨香(中野綾香)、八島さらら(初瀬麻里安)
- 第6回(2018年10月25日)
  - 出演：西田望見(有原翼)、 優木かな(月島結衣)、渡部優衣(新田美奈子)、松嵜麗(花山栄美)
- 第7回(2018年12月25日)
  - 出演：西田望見(有原翼)、南早紀(野崎夕姫)
- 第8回(2019年3月7日)
  - 出演：西田望見(有原翼)、船戸ゆり絵(椎名ゆかり)、芝崎典子(塚原雫)、立花理香(阿佐田あおい)
- 第9回(2019年3月28日)
  - 出演：西田望見(有原翼)、近藤玲奈(東雲龍)、井上ほの花(河北智恵)
- 第10回(2019年6月19日)[注 15]
  - 出演：西田望見(有原翼)、井上ほの花(河北智恵)、緑川優美(鈴木和香)、佐伯伊織(倉敷舞子)
- 第11回(2019年8月9日)
  - 出演： 立花理香(阿佐田あおい)、佐伯伊織(倉敷舞子)
- 第12回(2019年8月26日)
  - 出演： 西田望見(有原翼)、井上ほの花(河北智恵)、楠木ともり(小鳥遊柚)、河瀬茉希(桜田千代)
- 第13回(2019年12月23日)
  - 出演： 西田望見(有原翼)、駒形友梨(坂上芽衣)、南早紀(野崎夕姫)、永野愛理(永井加奈子)
- 第14回(2020年3月9日)
  - 出演： 立花理香(阿佐田あおい)、高木友梨香(中野綾香)、芝崎典子(塚原雫)、相坂優歌(我妻天)、前田佳織里(武田詠深)、天野聡美(山崎珠姫)[注 16]
- 第15回(2020年6月25日)
  - 出演： 近藤玲奈(東雲龍)、井上ほの花(河北智恵)、佐伯伊織(倉敷舞子)、立花理香(阿佐田あおい)
- 第16回(2020年8月3日)
  - 出演： 西田望見(有原翼)、井上ほの花(河北智恵)、相坂優歌(我妻天)、河瀬茉希(桜田千代)、青木志貴(草刈ルナ)、山下七海(岩城良美)
- 第17回(2020年12月23日)
  - 出演： 佐伯伊織(倉敷舞子)、立花理香(阿佐田あおい)、永野愛理(永井加奈子)、船戸ゆり絵(椎名ゆかり)、相坂優歌(我妻天)
- 第18回(2021年2月26日)
  - 出演： 西田望見(有原翼)、井上ほの花(河北智恵)、福圓美里(高坂椿)
- 第19回(2021年7月1日)
  - 出演： 西田望見(有原翼)、南早紀(野崎夕姫)、立花理香(阿佐田あおい)、駒形友梨(坂上芽衣)、中村繪里子(掛橋桃子)
- 第20回(2021年8月6日)
  - 出演： 西田望見(有原翼)、井上ほの花(河北智恵)、船戸ゆり絵(椎名ゆかり)、福緒唯(リン・レイファ)
- 第21回(2021年12月1日)
  - 出演： 西田望見(有原翼)、立花理香(阿佐田あおい)、渡部優衣(新田美奈子)、松嵜麗(花山栄美)、中村繪里子(掛橋桃子)
- 第22回(2022年2月28日)
  - 出演： 山下七海(岩城良美)、井上ほの花(河北智恵)、駒形友梨(坂上芽衣)、本渡楓(樫野亜沙)
- 第23回(2022年5月31日)
  - 出演： 井上ほの花(河北智恵)、佐伯伊織(倉敷舞子)、福緒唯(リン・レイファ)、中村繪里子(掛橋桃子)
- 第24回(2022年7月31日)[注 17]
  - 出演： 南早紀(野崎夕姫)、井上ほの花(河北智恵)、相坂優歌(我妻天)
- 第25回(2022年11月27日)[注 18]
  - 出演： 佐伯伊織(倉敷舞子)、立花理香(阿佐田あおい)、芝崎典子(塚原雫)、朝日奈丸佳(本庄千景)、福緒唯(リン・レイファ)
- 第26回(2023年2月25日)
  - 出演： 山下七海(岩城良美)、佐伯伊織(倉敷舞子)、芝崎典子(塚原雫)、朝日奈丸佳(本庄千景)、中村繪里子(掛橋桃子)、福緒唯(リン・レイファ)
- 第27回(2023年3月29日)
  - 出演： 中村繪里子(掛橋桃子)、福緒唯(リン・レイファ)、前田佳織里(條島もも)、広瀬ゆうき(水原碧澄)
- 第28回(2023年5月30日)
  - 出演： 近藤玲奈(東雲龍)、井上ほの花(河北智恵)、渡部優衣(新田美奈子)、福緒唯(リン・レイファ)
- 第29回(2023年7月26日)
  - 出演： 高木美佑(逢坂ここ)、船戸ゆり絵(椎名ゆかり)、福緒唯(リン・レイファ)、山下七海(岩城良美)、佐伯伊織(倉敷舞子)、芝崎典子(塚原雫)、朝日奈丸佳(本庄千景)
- 第30回(2023年11月30日)
  - 出演： 西田望見(有原翼)、南早紀(野崎夕姫)、井上ほの花(河北智恵)、福緒唯(リン・レイファ)
- 第31回(2024年2月28日)[注 19]
  - 出演： 福緒唯(リン・レイファ)
- 第32回(2024年5月31日)
  - 出演： 中村繪里子(掛橋桃子)、南早紀(野崎夕姫)、井上ほの花(河北智恵)、福緒唯(リン・レイファ)
- 最終回(2024年10月17日)
  - 出演： 福緒唯(リン・レイファ)

### YouTube
公式チャンネルによって、プロモーション、インフォメーション動画が不定期に更新されている。

#### ハチテレ ～ハチナイTV～
公式によるインフォメーション動画。出演は開発スタッフが大半を占め、メインパーソナリティーはハチナイ専属広報のちゃんしー、ハチナイ広報担当のあやたん、プロデューサーの山口修平、開発エンジニアのレオンや、ディレクターのいのっちが回によって代わる代わる出演する。

#### ハチラジ ～ハチナイラジオ～
公式によるハチナイのラジオ番組。メインパーソナリティは西田望見（有原翼）で、毎回ゲスト声優が呼ばれる。ラジオドラマなども行っていた。

#### ハチナイボイスドラマ
ハチラジの更新に代わって新たに投稿されたラジオドラマシリーズ。

#### ハチナイ★チャレンジ
リリース前に出演声優陣によって行われていた動画シリーズ。キャラクターを演じる声優陣が野球に関するアレコレに挑戦する様子を追いかけたバラエティ動画。プロモーションとして行われていたため現在は更新が停止されている。

#### カタトTHEアニメーション「戦力外！カタトちゃん」
2017年5月に、「ポプテピピック」などで知られる大川ぶくぶによるスピンオフ4コマ漫画「ハチナイ外伝 戦力外！カタトちゃん」のアニメーションがゲームリリース前に公開された。ゲストキャラクターは戦カタト（声 - 杜野まこ）。

#### ハチトレ
公式Youtubeチャンネルにて新規プレイヤー向けに配信された動画。ゲームの遊び方、各種機能の解説等を行っていた。初期は相坂優歌（我妻天 役）、河瀬茉希（桜田千代 役）が進行役を務め、2020年11月からはリニューアルとして船戸ゆり絵（椎名ゆかり 役）、緑川優美（鈴木和香 役）が進行役を務めた。

#### 5分でわかるハチナイ
ゲームのストーリーを5分にまとめたダイジェスト動画が公式YouTubeチャンネルにて公開されている。